# Way Out the Hood
Way Out the Hood è un singolo del rapper statunitense Lil Tjay, pubblicato il 18 ottobre 2024.

## Composizione
Brano di sonorità drill, è stato scritto in collaborazione con Grant, Maia Wright, Samuel Brandt, Tobias Danielsson e Devan, e prodotto da B-Dollaz, Way9, Luigi e Honesty in chiave Mi maggiore.

## Promozione
Un remix del medesimo brano è stata pubblicato il 6 dicembre 2024 in collaborazione col rapper statunitense Polo G; in esso entrambi parlano del proprio successo, delle proprie lotte personali e di rimanere fedeli alle proprie radici nonostante la fama. La strofa di Lil Tjay porta una notevole energia melodica, mentre quella di Polo G aggiunge emozione cruda, interpretabile in un vero e proprio inno di resilienza.